# Piotr Romke
Piotr Romke (ur. 24 listopada 1959 w Kaliszu) – polski piłkarz grający na pozycji pomocnika.

## Życiorys
Jest wychowankiem KKS Kalisz, do którego trafił w wieku 16 lat. W wieku 18 lat zajął z drużyną drugie miejsce w grupie w okręgu łódzkim. Został następnie zawodnikiem Widzewa Łódź. Występował tam na pozycjach obrońcy i pomocnika. W 1981 roku zdobył z Widzewem mistrzostwo Polski. Regularne występy w drużynie Widzewa Łódź notował za kadencji Władysława Żmudy. Później grał w Widzewie Łódź (1979–1985) i Lechu Poznań (1985–1989). W barwach Widzewa rozegrał 178 meczów i strzelił 10 bramek, a w barwach Lecha Poznań rozegrał 138 meczów i strzelił 4 bramki.
Od września 2013 do 29.10.2013 szkoleniowiec IV ligowego KKS Kalisz.

## Osiągnięcia
Widzew Łódź:
- Mistrzostwo Polski: 1981 i 1982
- Puchar Polski: 1985

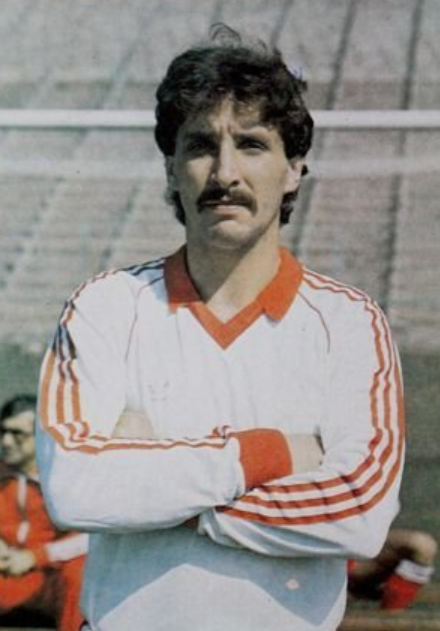

- Półfinał Pucharu Europy Mistrzów Krajowych: Widzew Łódź - Juventus 1983
- Powołanie do kadry na Mundial 1982

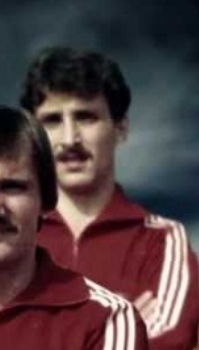

Lech Poznań:
- Puchar Polski (1 raz): 1988